# Live in Japan (album The Runaways)
Live in Japan – album live zespołu The Runaways wydany w czerwcu 1977 roku, oryginalnie wydany tylko w Japonii, Kanadzie i Australii.

## Lista utworów
| Lp. | Tytuł                             | Muzyka i tekst                                | Czas |
| --- | --------------------------------- | --------------------------------------------- | ---- |
| 1   | „Queens of Noise”                 | Billy Bizeau                                  | 3:19 |
| 2   | „California Paradise”             | Kim Fowley, Kari Krome, Joan Jett, Sandy West | 2:57 |
| 3   | „All Right You Guys”              | Danielle Fay, Bob Willingham                  | 3:34 |
| 4   | „Wild Thing”                      | Chip Taylor                                   | 3:45 |
| 5   | „Gettin' Hot”                     | Lita Ford, Jackie Fox                         | 3:33 |
| 6   | „Rock And Roll”                   | Lou Reed                                      | 3:38 |
| 7   | „You Drive Me Wild”               | Jett                                          | 3:15 |
| 8   | „Neon Angels On The Road To Ruin” | Ford, Fox, Fowley                             | 3:46 |
| 9   | „I Wanna Be Where The Boys Are”   | Roni Lee, Fowley                              | 2:50 |
| 10  | „Cherry Bomb”                     | Jett, Fowley                                  | 2:12 |
| 11  | „American Nights”                 | Fowley, Mark Anthony                          | 4:04 |
| 12  | „C'mon”                           | Jett                                          | 4:14 |

## Wykonawcy
- Cherie Currie – śpiew w utworach 1 (w duecie z Jett), 2, 3, 5, 6, 8, 10-12
- Joan Jett – śpiew w utworach 1 (w duecie z Currie), 7 i 9, gitara rytmiczna, gitara prowadząca w „California Paradise” (pierwsze solo)
- Lita Ford – gitara prowadząca
- Jackie Fox – gitara basowa
- Sandy West – śpiew w utworze 4, perkusja